# Glacis (Seychellen)
Glacis ist ein administrativer Distrikt der Seychellen im Norden der Insel Mahé. Zu dem Distrikt gehören zudem die unbewohnten Mamelles Inseln und die kleinen Brisan Rocks.

## Geographie
Der Distrikt ist benannt nach dem Montagne Glacis (Berg Eis, ⊙), der sich im Süden des Distrikts auf eine Höhe von 458 m erhebt. Zu dem Distrikt gehören die Orte Vista do Mar, Machabee und La Retraite.

## Einwohner
Die Einwohnerzahl des Distrikts Glacis wuchs von 3576 (Zensus 2002) auf 3833 (Zensus 2010), wobei 1881 Frauen und 1952 Männer im Distrikt leben. Mit 3219 Anhängern ist die römisch-katholische Kirche in Glacis am weitesten verbreitet.

## Wirtschaft
Die meisten Menschen der Region sind in der Landwirtschaft, in der Verwaltung, im Bausektor, im Transportwesen und in anderen Dienstleistungsbereichen tätig. Der Tourismus ist für Glacis von großer Wichtigkeit, die Strände auf der Insel Mahé, unter anderem der Glacis Beach, sind bei Touristen beliebt.